# Forever (Alesso)
Forever è il primo album in studio del DJ svedese Alesso, pubblicato nel 2015.

## Tracce
1. Profondo – 2:19
2. Payday – 3:17
3. Heroes (We Could Be) (feat. Tove Lo) – 3:31
4. Tear the Roof Up – 3:16
5. Cool (feat. Roy English) – 3:42
6. Scars (feat. Ryan Tedder) – 3:18
7. Sweet Escape (feat. Sirena) – 3:52
8. Destinations – 5:29
9. If It Wasn't for You – 3:52
10. In My Blood – 3:04
11. Under Control (feat. Hurts) (Alesso & Calvin Harris) – 3:05
12. All This Love (feat. Noonie Bao) – 4:11
13. If I Lose Myself (Alesso vs. OneRepublic) – 3:35
14. Immortale – 3:11